# Liste von Tangutologen

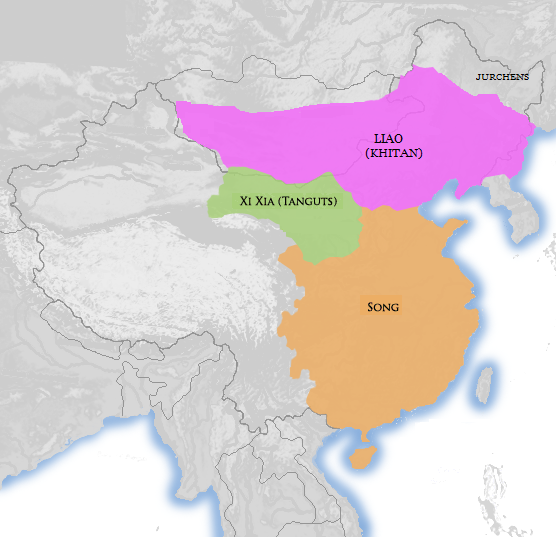
Das Reich der Westlichen Xia im Jahr 1111

Diese Liste von Tangutologen führt Forscher auf, die sich wissenschaftlich mit der Geschichte, Kultur, Sprache und Politik der Tanguten auseinandersetzen und die erhebliche bzw. einflussreiche Beiträge zum Fachgebiet geleistet haben. Die Tangutologie (chinesisch: 西夏学; Pinyin: Xīxiàxué) ist die Lehre von den Tanguten-Völkern im Allgemeinen und der Westlichen Xia-Dynastie im Besonderen. Die folgende Liste ist weit gefasst und erhebt keinen Anspruch auf Aktualität oder Vollständigkeit.

## Tangutologen
- Arakawa Shintarō 荒川 慎太郎
- Bai Bin 白濱
- Anna Bernhardi
- K. M. Bogdanov Богданов, Кирилл Михайлович
- Chang Fengzuan 常鳳玄
- Chen Bingying 陳炳應
- Gerard Clauson
- Scott DeLancey
- Gabriel Devéria
- George van Driem
- Ruth Wilton Dunnell
- Imre Galambos
- Gong Hwang-cherng (Gong Huangcheng) 龔煌城
- Z. I. Gorbacheva Горбачёва, Зоя Ивановна
- Eric Douglas Grinstead
- Guo Yaoyao
- Han Yinsheng 韓蔭晟
- Han Xiaomang 韓小忙
- Hashimoto Mantarō 橋本萬太郎
- Susan Hesse
- Nathan W. Hill
- Huang Zhenhua 黃振華
- Ikeda Takumi 池田巧
- Ishihama Juntaro 石濱純太郎
- Alexei Iwanowitsch Iwanow Иванов, Алексей Иванович (伊鳳閣)
- Guillaume Jacques (向柏霖)
- K. B. Kepping Кепинг, Ксения Борисовна (克平)
- Vsevolod Sergeevich Kolokolov
- Peter F. Kornicki
- A. A. Kovalev Ковалев, А. А.
- Luc Kwanten
- E. I. Kychanov Кычанов, Евгений Иванович (克恰諾夫, 克恰诺夫)
- Berthold Laufer
- Li Fanwen 李範文
- Li Huarui 李華瑞
- Li Xinkui 李新魁
- Lin Yingjin 林英津
- Lin Lüzhi 林旅芝
- Luo Fuchang 羅福萇
- Luo Zhenyu 羅振玉
- Gordon Hannington Luce
- Ma Xiaofang 麻晓芳
- Ma Zhongjian 馬忠建
- Marc Hideo Miyake
- Nikolai Alexandrowitsch Newski Невский, Николай Александрович (聶歷山, 聂历山, 聶利山)
- Nie Hongyin 聶鴻音
- Nishida Tatsuo 西田 龍雄
- Niu Dasheng 牛达生
- Okazaki Seirō 岡崎精郎
- Qin Guangyong
- K. F. Samosyuk Самосюк, Кира Федоровна
- Sato Takayasu 佐藤 貴保
- Sedlácek, Kamil
- Shi Jinbo 史金波
- M. V. Sofronov Софронов, Михаил Викторович 索弗羅諾夫
- J. Kirill Solonin Кири́лл Ю́рьевич Соло́нин
- Sūn Bójūn 孫伯君
- Sūn Chāngshèng 孫昌盛
- Sun Hongkai 孫宏開
- Tai Chung-pui 戴忠沛
- Tang Jiahong 唐嘉弘
- Tang Kaijian 湯開建
- A. P. Terentiev-Katansky Терентьев-Катанский, Анатолий Павлович (捷连提耶夫-卡坦斯基)
- Tschen Yin-koh
- Wang Jingru 王靜如
- Wang Peipei
- Wen Yu
- Andrew Christopher West (魏安)
- Wolfenden, Stuart Norris
- Xitian Longxiong
- Yan Gaozeng
- Erwin Ritter von Zach
- Viacheslav Petrovich Zaytsev Зайцев, Вячеслав Петрович (札依采夫)
- Peter Zieme